# Annuario statistico della Svizzera
L'Annuario statistico della Svizzera, edito a cura dell'Ufficio federale di statistica (UST), è l'opera di riferimento della statistica elvetica fin dal 1891. La pubblicazione riporta i dati principali in materia di popolazione, società, funzionamento dello Stato, economia e ambiente. L'Annuario non si limita a fornire informazioni da consultare all'occorrenza, ma offre un profilo statistico completo della Svizzera.

## Nascita dell'Annuario
Il 29 giugno 1887 il Consiglio Nazionale propose per la prima volta la pubblicazione di un annuario statistico nazionale. Il Consiglio Federale accolse la richiesta, ma raccomandò di attendere i risultati del censimento della popolazione del 1888 al fine di includerli nella prima edizione dell'opera (cosa che però fu possibile solo in parte).
Due anni più tardi, il 22 luglio 1889, il direttore dell'allora Ufficio Statistico Federale, Louis Guillaume, formulò - davanti alla Conferenza degli Statistici Svizzeri, riunita ad Aarau - sei «tesi», destinate a delineare i contorni dell'opera, che furono approvate dopo breve discussione. La prima di queste descriveva lo scopo della pubblicazione: l'Annuario doveva servire a diffondere al pubblico i risultati principali della statistica svizzera in tabelle sinottiche chiare e, per quanto possibile, comparabili nel tempo. Louis Guillaume citò a titolo di esempio l'annuario statistico della Finlandia (un piccolo opuscolo in due lingue) e quello dell'Impero tedesco (un'opera più voluminosa con carte a colori).
In occasione della Conferenza degli Statistici Svizzeri tenutasi a Berna il 18 ottobre 1890, lo stesso Guillaume presentò la struttura concreta dell'opera e un esempio di capitolo.
Il primo Annuario statistico della Svizzera, dotato di 270 pagine, fu pubblicato l'8 aprile 1891. Le reazioni alla pubblicazione furono per la maggior parte positive e l'opera sembrò soddisfare le attese che avevano portato alla sua nascita.

### Un cammino lungo oltre 100
L'Annuario fu concepito fin dagli esordi per un pubblico più vasto di una semplice cerchia di specialisti. I suoi autori seguirono quindi un principio di diffusione dei dati statistici che ancora oggi potremmo definire moderno. A più di un secolo di distanza la scelta di determinati strumenti rivela ulteriori analogie: il primo Annuario riportava già in appendice carte tematiche destinate a facilitare la lettura dei dati, mentre l'edizione del 1897 era composta esclusivamente da grafici. I commenti in forma di testo furono introdotti fin dal 1892.
Non tutte le edizioni dell'Annuario possono però dirsi moderne: per diversi decenni ci si limitò a pubblicare le tabelle di dati rinunciando a testi e grafici soprattutto per ragioni di costo. Bisognerà attendere il 1989 e la 96ª edizione, per assistere a interventi sostanziali volti a facilitare l'utilizzo e la leggibilità delle informazioni. In questo modo, riprendendo il senso delle parole di presentazione dell'allora consigliere federale Flavio Cotti, la statistica tornava ad avvicinarsi ai cittadini. Nel 2001, l'opera ha subito una nuova importante revisione. L'attuale Annuario statistico della Svizzera conta ben 900 pagine stampate in quadricromia e si accompagna a un CD-ROM che, oltre ai dati, contiene anche (dal 2003) un atlante interattivo.

## Struttura attuale dell'Annuario
I capitoli dell'attuale Annuario corrispondono ai settori tematici della statistica federale e sono suddivisi in quattro parti:
1. La «Panoramica» presenta una sintesi dei principali risultati, analizza le evoluzioni a lungo termine e spiega le correlazioni fra i diversi indicatori. Arricchita di numerosi grafici, questa parte si rivolge a un vasto pubblico pur risultando utile anche ad alcune categorie di specialisti come i giornalisti e i decisori politici.
2. La parte «Rilevazioni, Fonti» descrive brevemente le principali fonti di dati.
3. Il «Glossario» fornisce le definizioni dei concetti essenziali.
4. Infine, la parte «Dati», che caratterizza da sempre l'Annuario statistico, resta la più consistente come numero di pagine. Contiene soprattutto tabelle, ma anche grafici e carte tematiche.

### Il CD-ROM che accompagna l'opera
Il CD-ROM dell'Annuario (che non è venduto separatamente) contiene:
1. L'Annuario statistico della Svizzera in versione digitale, un'applicazione interattiva che permette di navigare in tutta semplicità nelle versioni elettroniche di tutti i testi, le tabelle, i grafici e le carte dell'Annuario oltre che in una moltitudine di altre tabelle contenenti, fra gli altri, dati dettagliati a livello cantonale e comunale.
2. L'Atlante statistico della Svizzera e, a partire dal 2011, l'Atlante statistico dell'Europa, sempre in versione interattiva.

La descrizione completa delle applicazioni e le istruzioni per l'uso sono inserite nello stesso CD.

## L'archivio storico dell'Annuario
Grazie alla preziosa collaborazione con l'Ufficio Federale dell'Informatica e della Telecomunicazione (UFIT), l'UST ha messo in linea le edizioni dell'Annuario dal 1891 al 1957, aprendo così agli storici, agli studenti e a tutti gli interessati una ricca e interessante fonte di informazioni.
I file in formato PDF riportano i caratteri tipografici originali, ma la tecnologia utilizzata permette di effettuare lo stesso tipo di ricerche possibili nelle pubblicazioni elettroniche attuali. I documenti sono tuttavia molto voluminosi (fra 16 e 50 MB!) e si consiglia dunque di scaricarli solo tramite connessioni ad alta velocità.

## Prontuario statistico della Svizzera
Il Prontuario statistico della Svizzera è un vademecum di facile consultazione, aggiornato annualmente, che riprende in forma sintetica ma espressiva le principali informazioni dell'Annuario.
La pubblicazione gratuita di 50 pagine in formato tascabile (A5) offre un'ampia panoramica su temi quali la geografia, la popolazione, il lavoro, il reddito, l'economia, i trasporti, la sicurezza sociale, l'istruzione e la scienza.
Il Prontuario statistico della Svizzera è pubblicato in tedesco, francese, italiano, romancio e inglese.